# Kilkenny (bière)
Pour les articles homonymes, voir Kilkenny (homonymie).

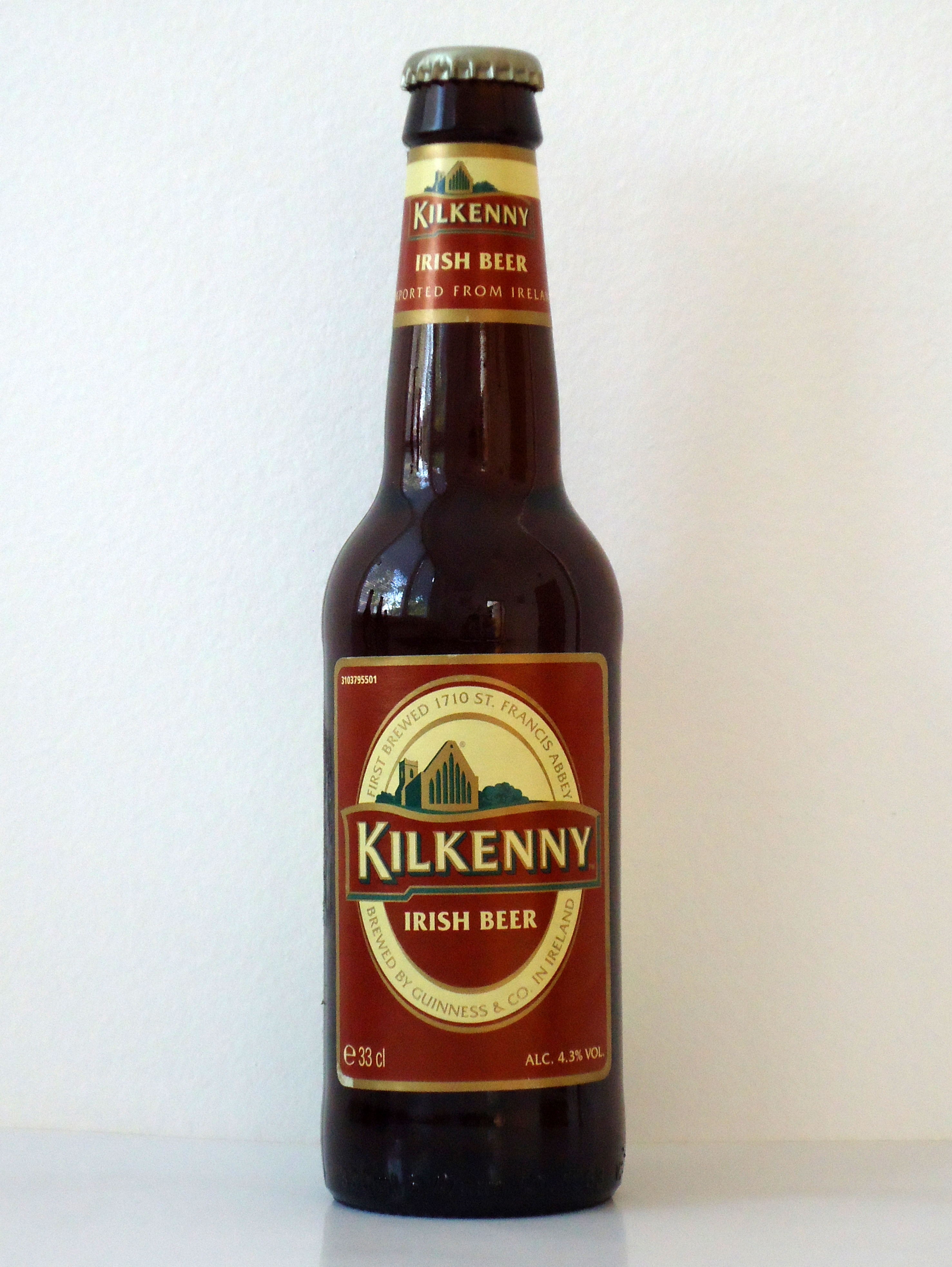
Bouteille de Kilkenny

La Kilkenny est une marque de bière rousse de type ale rousse irlandaise appartenant au groupe Diageo, aujourd’hui brassée à Dublin, en Irlande. 
Elle était brassée, avant 2013, dans la plus vieille brasserie d'Irlande, la St. Francis Abbey (Abbaye St Francis) depuis 1710. Son taux d'alcool par volume est de 4,3 %. 
Bien que d'origine irlandaise, elle est particulièrement populaire au Canada dans les pubs irlandais de Toronto (depuis qu'on a vu des célébrités tel que Mike Myers, Drake et Robert Gates une Kilkenny à la main) et en Australie (où elle est également disponible dans la plupart des pubs).